# Morisaki Kazue
Morisaki Kazue (jap. 森崎 和江; * 20. April 1927 in Provinz Chōsen (heute Korea), Kaiserreich Japan; † 15. Juni 2022) war eine japanische Schriftstellerin.
Morisaki besuchte die Frauenfachschule Fukuoka (heute Frauenuniversität Fukuoka). Ab 1950 schrieb sie Beiträge für Maruyama Yutakas Lyrikjournal Boin. Später gab sie mit dem Lyriker Tanigawa Gan und dem Historiker Ueno Eishin das Journal Sākuru Mura heraus.
In ihren Romanen wie Makkura (1961), Dai-san no sei (1965) und Karayuki-san (1976) thematisierte sie immer wieder die Unterdrückung von Menschen, insbesondere von Arbeitern und von Frauen, durch staatliches Handeln. In späteren Werken wie Inochi hibikiau (1998) reflektierte sie die Verbindung des Menschen mit der Natur.

## Quelle
- Modern Japanese Literature – J–M